# Höle
Höle är en ort i Bollnäs kommun i Gävleborgs län belägen i Rengsjö socken. Fram till 2005 klassades orten som en småort men sedan 2010 har befolkningen understigit 50 personer och orten räknas inte längre som småort.